# Rezerwat przyrody Debry
Debry – florystyczny i leśny rezerwat przyrody znajdujący się na terenie gminy Adamów, w powiecie zamojskim, w województwie lubelskim. Ma charakter częściowy i leży w otulinie Roztoczańskiego Parku Narodowego, ok. 1 km na południe od wsi Kaczórki i Bondyrz.
- powierzchnia (dane nadesłane z nadleśnictwa) – 179,62 ha
- rok utworzenia – 1983
- dokument powołujący – Zarządzenie Ministra Leśnictwa i Przemysłu Drzewnego z dnia 22 kwietnia 1983 roku w sprawie uznania za rezerwat przyrody (M.P. z 1983 r. nr 16, poz. 91).
- przedmiot ochrony – zachowanie fragmentu lasu bukowo-jodłowego z wieloma rzadkimi gatunkami roślin górskich w runie, występujących na wierzchowinie oraz w kilku malowniczych wąwozach.
- struktura własności: własność Skarbu Państwa, w zarządzie Lasów Państwowych.
- zagrożenia: brak naturalnych odnowień jodły, nadmierna fruticetyzacja, nieprawidłowa struktura wiekowa niektórych gatunków drzewostanu.

Obejmuje zasięgiem lasy mieszane i iglaste. Wierzchowiny i łagodne stoki porasta wyżynny mieszany bór jodłowy (70% powierzchni), zaś pozostałe tereny żyzna buczyna karpacka. W środkowej i północnej części obszaru występują głębokie wcięcia erozyjne, zwane „debrami”. Znaczna część ostoi porośnięta jest przez starodrzew jodłowy, stwierdzono w niej również 6 chronionych gatunków roślin. Z roślin górskich występują tu: wilczomlecz migdałolistny, starzec gajowy, kokoryczka okółkowa, nerecznica górska, tojeść gajowa, przetacznik górski, szałwia lepka, żywiec gruczołowaty, lepiężnik biały, paprotnik kolczysty.